# Johann Kruse (Ratsherr)
Johann Kruse (* in Boizenburg; † 4. Dezember 1598 in Lübeck) war Kaufmann und Ratsherr der Hansestadt Lübeck.
Der Kaufmann Johann Kruse wurde 1588 in den Lübecker Rat erwählt und muss zu diesem Zeitpunkt bereits vorgerückten Alters gewesen sein. Fehling vermerkt in der Lübeckischen Ratslinie, dass er sich in seinen letzten Jahren nicht mehr an den Ratsgeschäften beteiligte. 
Johann Kruse war mit einer Schwester des Lübecker Ratsherrn Gerhard Grentzin verheiratet und bewohnte das Haus Große Petersgrube 23 in Lübeck. Grentzin bewohnte das Nachbarhaus Große Petersgrube 21. Kruse wurde in der Lübecker Marienkirche bestattet, wo seine Wappengrabplatte von 1595 dokumentiert, aber derzeit nicht nachweisbar ist.